# ヴェルターゼー・シュターディオン
ヴェルターゼー・シュターディオン（Wörthersee Stadion）は、オーストリア・ケルンテン州の州都クラーゲンフルトにある多目的スタジアム。SKアウストリア・クラーゲンフルトがホームスタジアムとして使用している。
2022年7月、国内の飲料水メーカーであるSplendid Drinks社がスタジアムの命名権を購入し、同社のエナジードリンクから取られた28ブラック・アレーナ (28 Black Arena)と命名された。

## 概要
2007年に完成したオーストリアで最もモダンなサッカー専用スタジアムの一つ。オーストリアサッカークラブのSKアウストリア・クラーゲンフルト (SK Austria Klagenfurt) の本拠地である。
UEFA EURO 2008のために新築されたスタジアムであり、現在は29,863人の収容人数を誇っている。
こけら落としは2007年9月7日のオーストリア代表と日本代表の親善試合（0‐0）。
2007年から2010年まではヒポ銀行グループがスタジアムのネーミングライツを獲得したことから、「ヒポグループ・アレーナ」と呼ばれていた。しかしこのスタジアム名はサポーターの間では「自らのアイデンティティーを売却した」と不評であり、未だ各地で伝統ある「ヴェルターゼー・シュターディオン」と、スポンサー名を入れないスタジアム名が利用されている。
2010年と2014年から5年間、オーストリア・カップ決勝会場として使用されている。
2016年8月6日にはフランス・スーパーカップが開催され、パリ・サンジェルマンがオリンピック・リヨンを相手に4-1で勝利を収めた。

## 開催された主な大会
- UEFA EURO 2008

| 日付          | ホームチーム | 結果 | アウェーチーム | ラウンド  |
| ------------- | ------------ | ---- | -------------- | --------- |
| 2008年6月8日  | ドイツ       | 2-0  | ポーランド     | グループB |
| 2008年6月12日 | クロアチア   | 2-1  | ドイツ         | グループB |
| 2008年6月16日 | ポーランド   | 0-1  | クロアチア     | グループB |

## ギャラリー

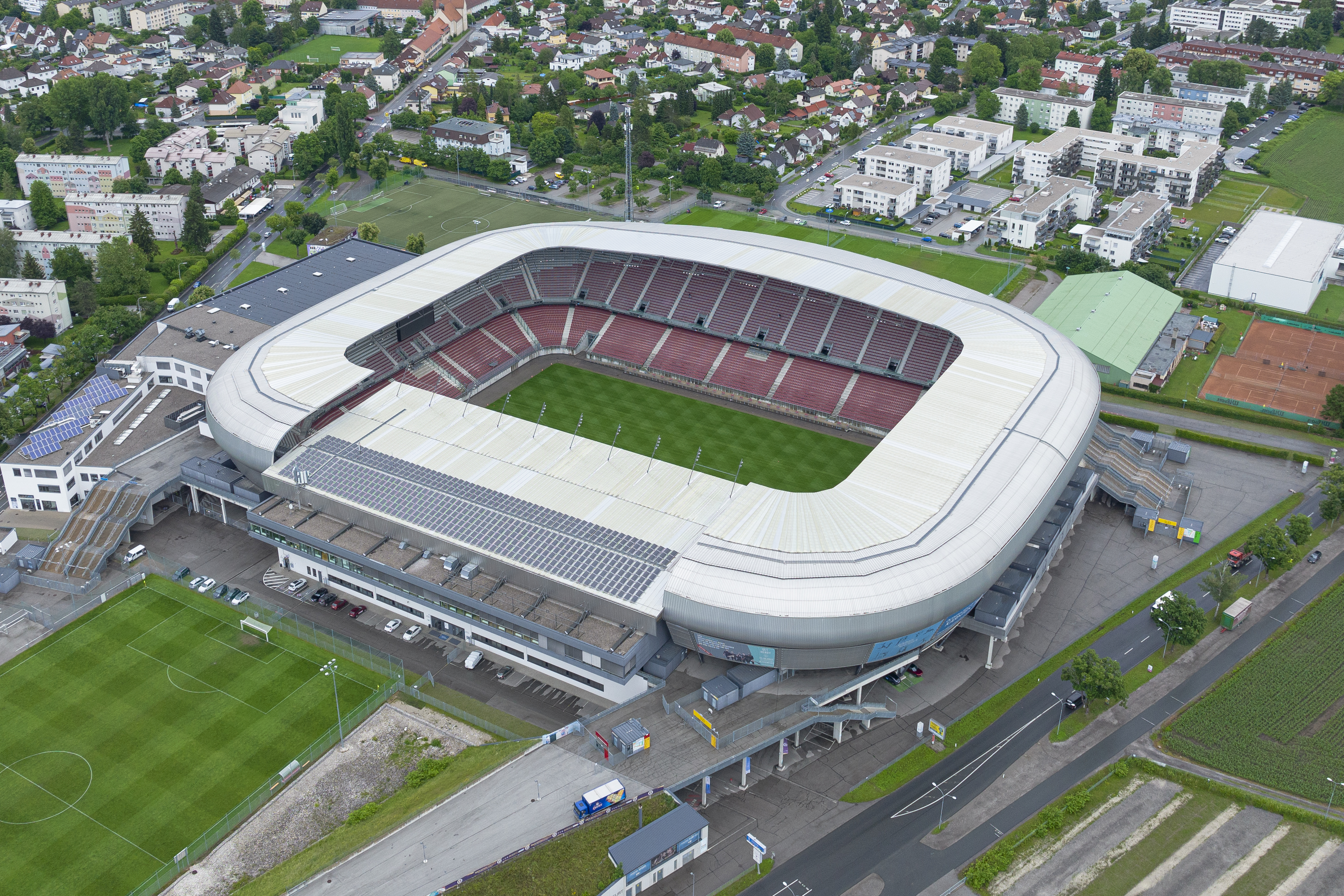
空撮
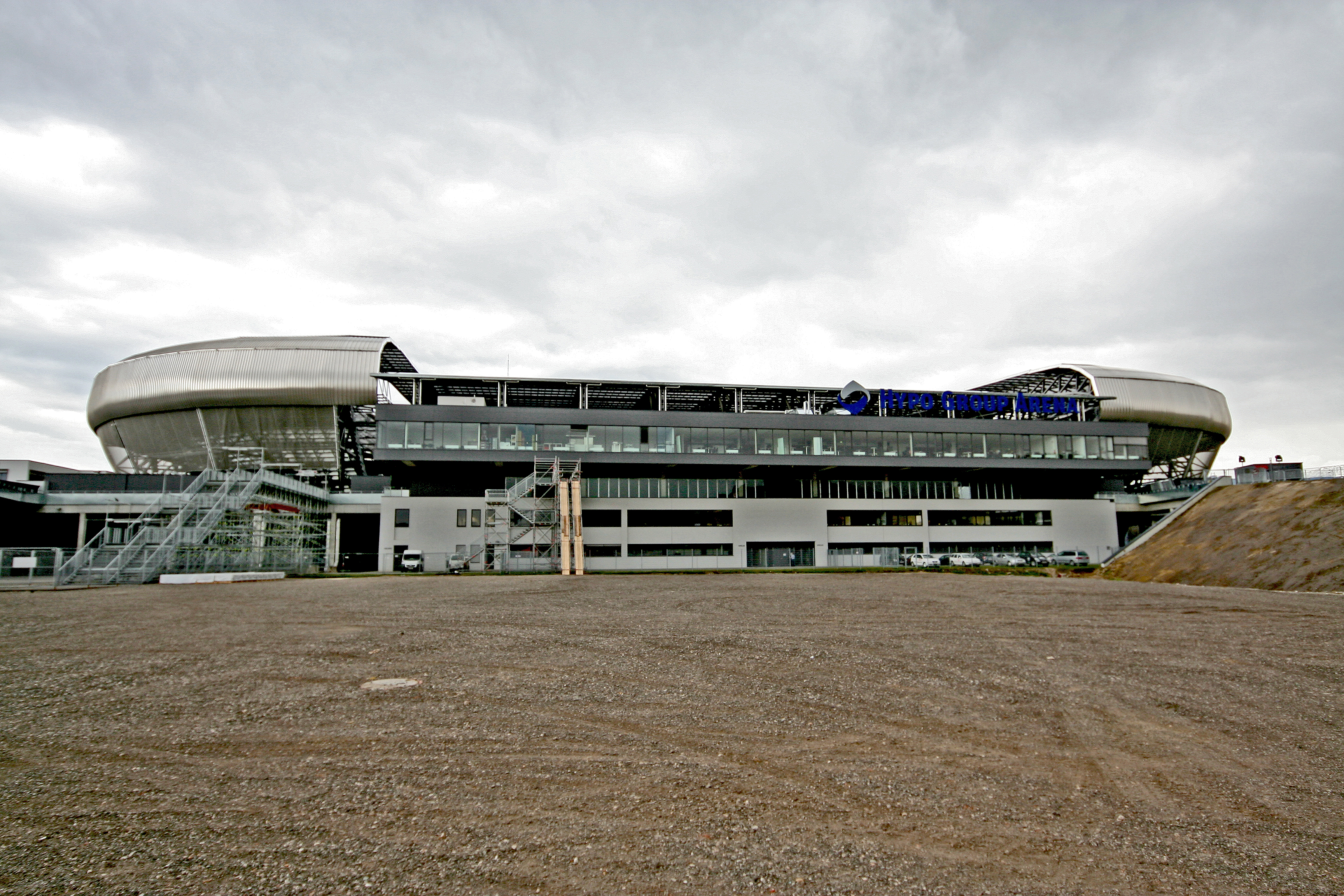
外観
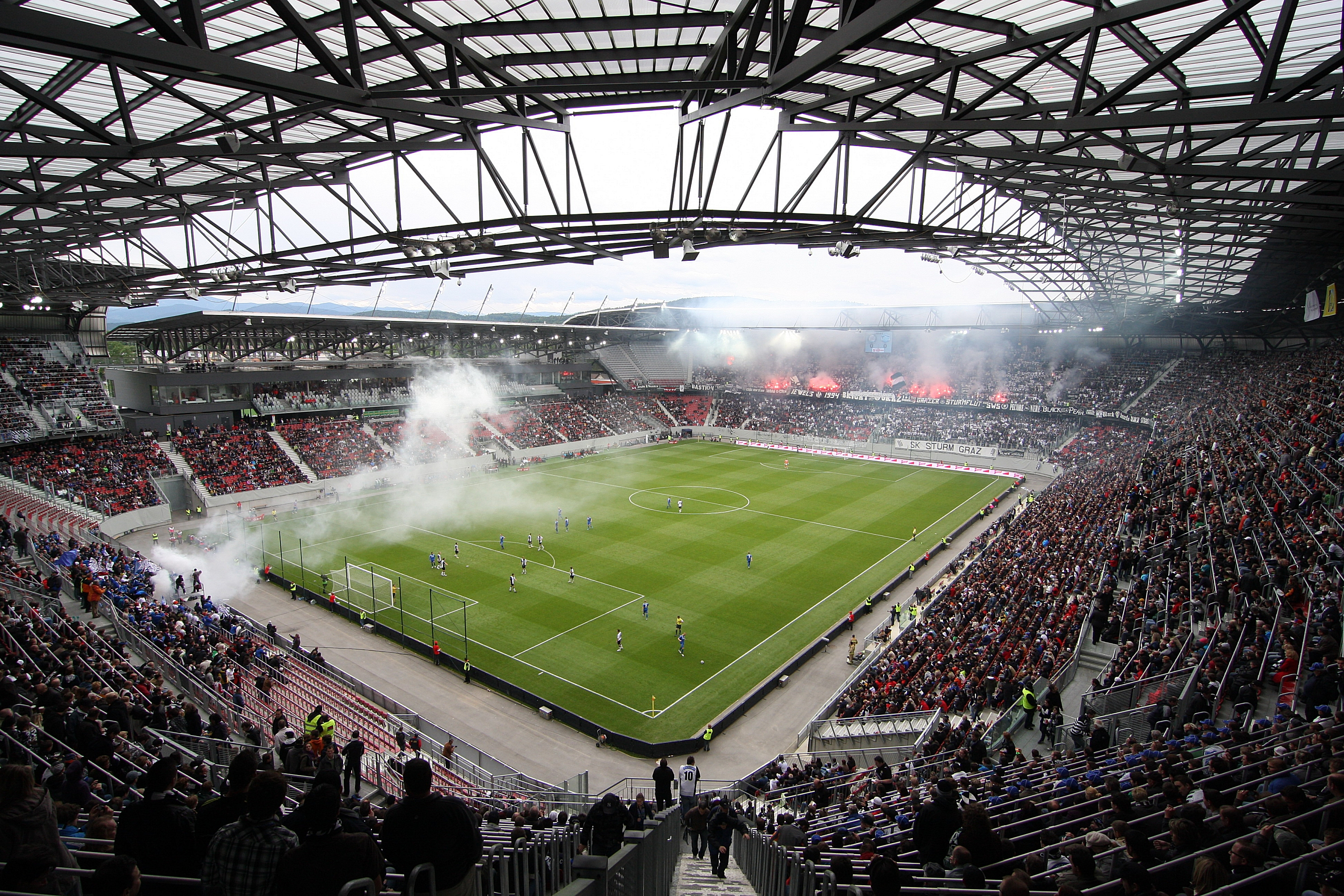
内観
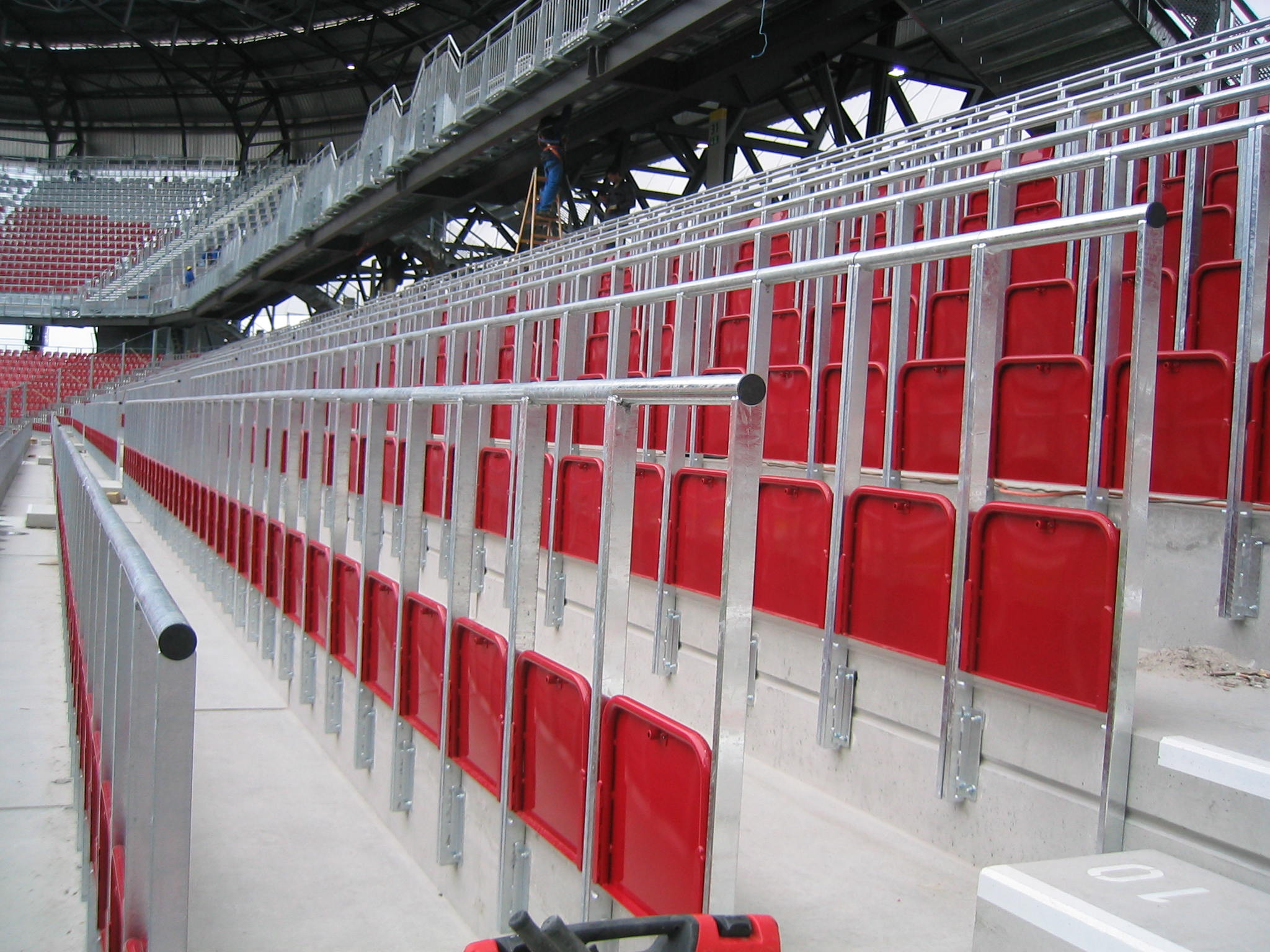
立ち見席